# Dipartimento di San Martín (Corrientes)
San Martín è un dipartimento argentino, situato nella parte orientale della provincia di Corrientes, con capoluogo La Cruz.
Esso confina con i dipartimenti di Ituzaingó, Santo Tomé, General Alvear, Paso de los Libres e Mercedes, e con la repubblica del Brasile.
Secondo il censimento del 2001, su un territorio di 6.385 km², la popolazione ammontava a 12.236 abitanti, con un aumento demografico dell'11,06% rispetto al censimento del 1991.
Il dipartimento comprende 4 comuni: Colonia Carlos Pellegrini, Guaviraví, La Cruz e Yapeyú.